# Janet Guthrie

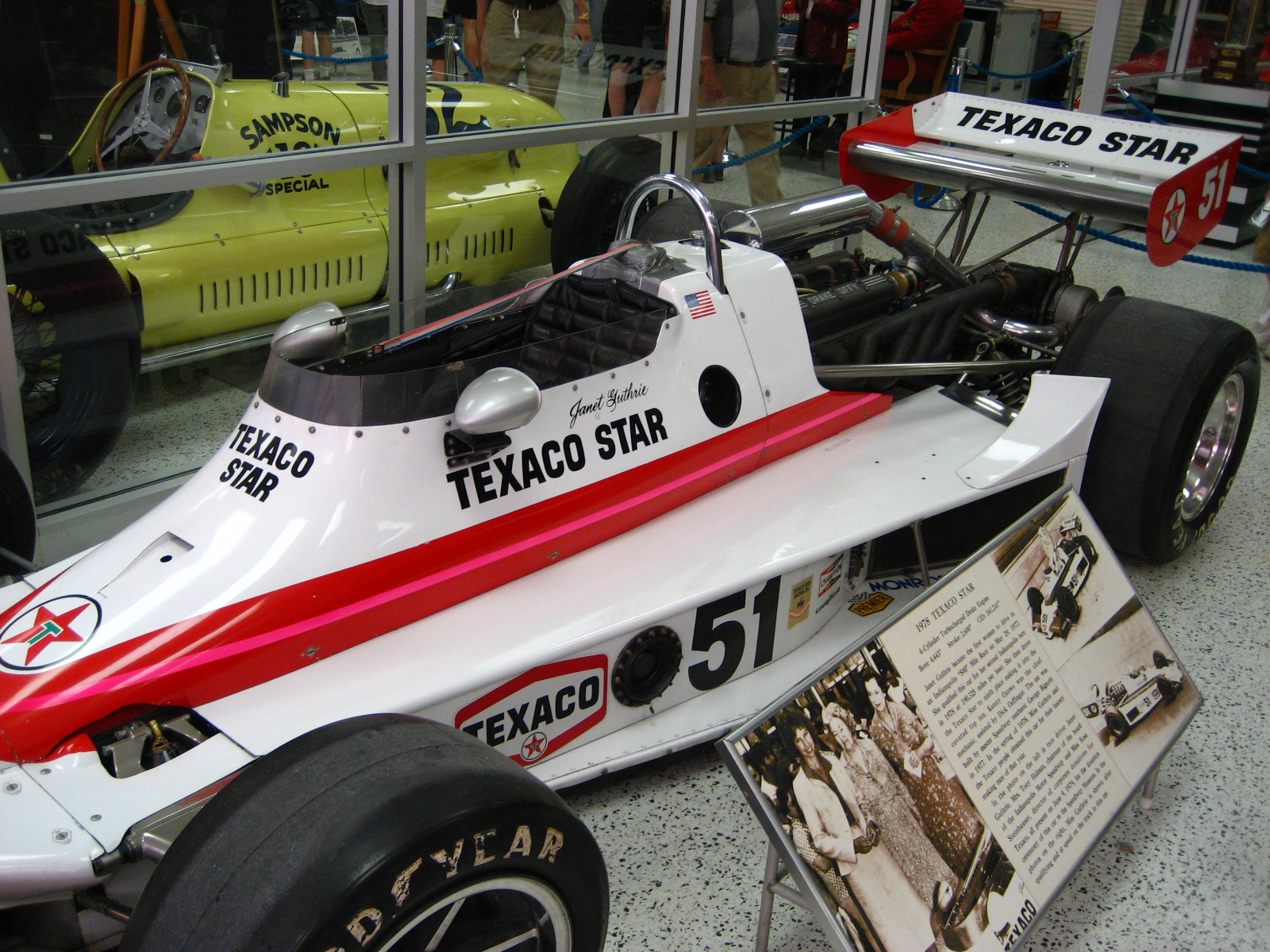
Bolid Wildcat, którym Janet Guthrie wystartowała w wyścigu Indianapolis 500 w 1978 roku

Janet Guthrie (ur. 7 marca 1938 roku w Iowa City) – amerykańska zawodniczka startująca w wyścigach samochodowych. 
Pierwsza kobieta, która wystartowała w wyścigu Indianapolis 500.

## Wczesne lata
Uzyskała tytuł inżyniera astronautyki na Uniwersytecie Michigan. Od 1963 roku pracę zawodową dzieliła z występami na torze wyścigowym; ostatecznie w 1972 roku skoncentrowała się wyłącznie na karierze sportowej. 

## NASCAR
W latach 1976–1980 wzięła udział w 33 wyścigach serii NASCAR. Debiutowała na torze w Charlotte, gdzie została pierwszą kobietą w historii cyklu, która wystartowała na owalu typu super speedway.
Jej najlepszym wynikiem w tym okresie było szóste miejsce na torze Bristol Motor Speedway w stanie Tennessee w 1977 roku.

## USAC / CART
W 1977 roku, przy drugim podejściu, jako pierwsza kobieta w historii zakwalifikowała się do Indianapolis 500. Do chwili obecnej jej śladem podążyły tylko sześć innych zawodniczek (Lyn St. James, Sarah Fisher, Danica Patrick, Milka Duno, Simona de Silvestro oraz Ana Beatriz).
Łącznie wzięła udział w trzech edycjach Indianapolis 500. W 1978 roku zajęła sensacyjne, dziewiąte miejsce, które do 2005 roku było najlepszym wynikiem w tym wyścigu, osiągniętym przez kobietę.
Generalnie, swój najlepszy występ zaliczyła na torze Milwaukee w 1979 roku, gdzie zajęła piąte miejsce (wyścig pod auspicjami USAC).

## Starty w Indianapolis 500
| Rok  | Nadwozie  | Silnik      | Start | Wynik | Uwagi                   |
| ---- | --------- | ----------- | ----- | ----- | ----------------------- |
| 1976 | Vollstedt | Offenhauser |       |       | Nie zakwalifikowała się |
| 1977 | Lightning | Offenhauser | 26    | 29    | Silnik                  |
| 1978 | Wildcat   | DGS         | 15    | 9     |                         |
| 1979 | Lola      | Cosworth    | 14    | 34    | Tłok silnika            |
| 1980 | Lightning | Cosworth    |       |       | Nie zakwalifikowała się |

## Życie prywatne
W 1989 roku wyszła za mąż za pilota Warrena Levine'a.
Jej kombinezon wyścigowy oraz kask został przekazany do Instytutu Smithsona.
W 2005 roku wydała autobiografię pt. Janet Guthrie: A Life At Full Throttle.
W 2006 została przyjęta do International Motorsports Hall of Fame.